# 桂从友

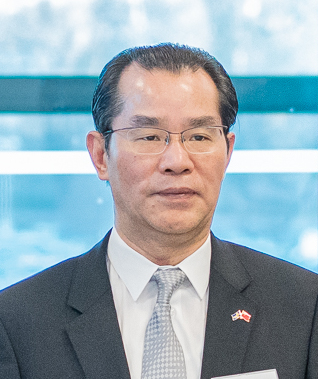
桂从友

桂从友（1965年5月—），安徽桐城人，中华人民共和国外交官，曾任中华人民共和国驻瑞典王国特命全权大使。

## 生平
桂从友1984年自桐城中学毕业，考入中国人民大学，后来获得法学硕士学位。1991年至1994年在中共中央政策研究室工作。1994年至1997年为中华人民共和国驻俄罗斯联邦大使馆三秘。1997年至2003年在外交部欧亚司工作。2003年至2009年为驻俄罗斯联邦大使馆参赞。2010年至2015年、2015年至2017年先后担任外交部欧亚司副司长、司长。2017年8月任中华人民共和国驻瑞典王国特命全权大使。2021年9月24日，桂从友离任中华人民共和国驻瑞典大使职务，将这一事件解释为“北京领导人正在重新调整中国的外部信息传递方式，向‘战狼’们发出要逐渐软化言辞的信号”。

## 爭議

### 桂民海爭議
2019年11月，瑞典筆會頒「圖霍斯基獎」給瑞典华裔桂民海，桂从友威脅瑞典官員若參加儀式，中國將提出制裁。随后，中国取消预定前往斯德哥尔摩的两个企业代表团行程。拉爾斯·阿達克圖森與左派黨做出回應，要求把桂從友列為「不受歡迎人士」，將之驅逐出境。

### 批判報導爭議
2020年1月，桂從友接受瑞典电视台专访，谈及瑞典媒体对中国的批判报导，他形容瑞典媒体有如48公斤轻量级拳击手，是在想挑衅86公斤的中国重量级拳击手。对此瑞典外交部长林德安認為，桂从友的言论試圖打壓媒體，是一種威胁。1月21日， 瑞典外交部以桂從友干涉瑞典新聞自由為由召见桂从友进行谈话。